# Caffroblatta swazi
Caffroblatta swazi är en kackerlacksart som beskrevs av Karlis Princis 1963. Caffroblatta swazi ingår i släktet Caffroblatta och familjen småkackerlackor. Inga underarter finns listade.